# Transandinomys
Transandinomys ist eine Gattung von Nagetieren in der Familie der Wühler, die in Mittel- und Südamerika vorkommt. Die Gattungsvertreter zählten anfänglich zu den Reisratten (Oryzomys). Der wissenschaftliche Name bezieht sich auf die Verbreitung westlich der Anden.

## Merkmale
Das Fell der Nager ist oberseits gesprenkelt braun bis rotbraun. Auf der Unterseite ist das Fell heller bis weiß. Der Kopf ist durch große Ohren und lange Vibrissen gekennzeichnet. An den Zehen der Hinterfüße sind Haarbüschel vorhanden, welche die Krallen bedecken. Der Schwanz ist meist etwas länger als Kopf und Rumpf zusammen. Seine Unterseite ist bei der Talamanca-Reisratte heller, während er bei der Simon-Bolivar-Reisratte einheitlich gefärbt ist. Die Unterschiede zu Reisratten bestehen in abweichenden Details des Schädels, der Zähne und der genetischen Eigenschaften. Die Arten sind ohne Schwanz 100 bis 140 mm lang. Trotz Bedeckung mit feinen Haaren sieht der Schwanz nackt aus. Typisch sind lange schmale Füße. Bei Weibchen sind acht Zitzen vorhanden.

## Arten, Verbreitung und Lebensweise
Es werden zwei Arten unterschieden.
- Die Simon-Bolivar-Reisratte (Transandinomys bolivaris) kommt vom östlichen Honduras bis zum nordwestlichen Ecuador vor.
- Die Talamanca-Reisratte (Transandinomys talamancae) lebt in Costa Rica, Panama, Kolumbien, Venezuela und Ecuador.

Diese Nagetiere halten sich vorwiegend in feuchten Wäldern im Flachland und in Gebirgen bis 1500 Meter Höhe auf.

## Gefährdung
Die IUCN listet beide Arten als nicht gefährdet (least concern), da keine Bedrohungen bekannt sind.